# Onychogomphus motuoensis
Onychogomphus motuoensis är en trollsländeart som beskrevs av Chao 1983. Onychogomphus motuoensis ingår i släktet Onychogomphus och familjen flodtrollsländor. Inga underarter finns listade i Catalogue of Life.